# Фридрих Август фон Харах-Рорау
Фридрих Август Гервазиус Протазиус фон Харах-Рорау-Танхаузен (на немски: Friedrich August Gervasius Protasius Graf von Harrach zu Rohrau und Thannhausen) е граф на Харах-Рорау и Танхаузен, дипломат на Хабсбургите, щатхалтер и губернатор на Австрийска Нидерландия (1741 – 1744), на края маршал на Долна Австрия.

## Биография
Роден е на 18 юни 1696 година във Виена, Хабсбургска монархия. Той е най-големият син на държавника и индустриалеца граф Алойз Томас Раймунд фон Харах (1669 – 1742) и съпругата му графиня Анна Цецилия фон Танхаузен (1674 – 1721), вдовица на граф Михаел Освалд фон Тун, дъщеря на граф Йохан Йозеф Игнац фон Танхаузен (1650 – 1684) и графиня Елеонора, трушсес фон Ветцхаузен (1657 – 1692).
Фридрих е довереник на император Леополд I и от 1720 г. е на дипломатическа служба като имперски дворцов съветник, от 1726 г. пратеник в Торино, от 1728 до 1733 г. пратеник на Бохемия в Регенсбург, от 1733 г. щатхалтер и от 1741 до 1744 г. губернатор на Австрийска Нидерландия. През 1744 г. той става рицар на австрийския Орден на Златното руно. От 1744 до 1745 г. е маршал на Долна Австрия. През 1745 г. като главен канцлер той подписва мирът в Дрезден.
Умира на 4 юни 1749 година във Виена на 52-годишна възраст.

## Фамилия
Фридрих Август фон Харах-Рорау се жени на 5 февруари 1719 г. в „Св. Михаел“ във Виена за принцеса Мария Елеонора Каролина фон Лихтенщайн (* 31 декември 1703; † 18 юли 1757), дъщеря на княз Антон Флориан фон Лихтенщайн (1656 – 1721) и графиня Елеонора Барбара Катарина фон Тун-Хоенщайн (1661 – 1723). Те имат 16 деца:
- Франц Антон (* 13 май 1720; † 25 март 1724)
- Мария Роза (* 20 август 1721; † 29 август 1785) ∞ Фердинанд Бонавентура II фон Харах (1708 – 1778), брат на Фридрих Август фон Харах
- Йохан Йозеф (* 18 септемвреи 1722; † 8 декември 1746)
- Ернст Гуидо фон Харах-Рорау-Танхаузен (* 8 септември 1723; † 3 март 1783), едър индрустриалец; ∞ Мария Йозефа фон Дитрихщайн-Прозкау (1736 – 1799)
- Мария Анна (* 27 април 1725; † 29 април 1780) ∞ Николаус Себастиан фон Лодрон (1719 – 1792)
- Анна Виктория (* пр. 29 ноември 1726; † 6 януари 1746)
- Мария Йозефа (* 20 ноември 1727; † 15 февруари 1788) ∞ I. 1744 г. за княз Йохан Непомук Карл фон Лихтенщайн (1724 – 1748); ∞ II. 1752 г. за Йозеф Мария Карел фон Лобковиц (1724 – 1802)
- Максимилиан Йозеф (* 13 септември 1729; † 6 март 1730)
- Бонавентура Мария (* 20 март 1731; † 14 февруари 1794)
- Игнац Лудвиг (* 2 октомври 1732; † 11 март 1753)
- Франц Ксавер фон Харах-Рорау-Куневалд (* 2 октомври 1732; † 15 февруари 1781) ∞ графиня Мария Ребека фон Хоенемс (1742 – 1806)
- Йохан Леополд (* 12 декември 1733; † 27 септември 1734)
- Мария Елизабет (* 19 май 1735; † 9 юни 1735)
- Фердинанд (* 4 януари 1737; † 27 март 1748)
- Йохан Непомук Ернст (* 20 май 1738; † 17 декември 1739)
- Мария Кристина (* 24 юли 1740; † 27 ноември 1791)